# パウル・ハブリエル
パウル・ハブリエル（Paul Joseph Constantin Gabriël、1828年7月5日 - 1903年8月23日）は、オランダの画家、版画家である。ハーグ派と呼ばれるオランダの画家グループのメンバーの一人である。

## 略歴
アムステルダムで生まれた。父親のパウルス・ヨーゼフ・ハブリエル（Paulus Joseph Gabriël: 1784-1833) は画家、彫刻家で、宮廷画家となり1820年からアムステルダムの王立美術学校の教授を務めた人物であるが、パウル・ハブリエルがまだ幼いころに亡くなった。1840年からアムステルダムの王立美術学校に入学し、ルイス・パウル・ゾーハー（Louis Paul Zocher: 1820–1915）に学んだ。その後、クレーヴェで働いていた風景画家のバレント・コルネリス・クークーク（Barend Cornelis Koekkoek: 1803-1862）のもとで修行した。オランダに戻った後、ハールレムの画家、版画家コルネリス・リーステ（Cornelis Lieste: 1817-1861）にも学んだ。ハールレムでアントン・モーヴ（1838-1888）と知り合い、モーヴとしばしば一緒に風景を描いた。1853年に 「オランダのバルビゾン」と呼ばれることになるオーステルベークに移って活動を始めた。オーステルベークでは風景画家のヨハネス・ビルデルス（1811-1890）や若い画家たちが活動していた。1858年にはモーブもオーステルベークを訪れた。
その後、ハブリエルはアムステルダムに戻るがアムステルダムでは仕事に恵まれなかったのでブリュッセルに移り、当時そこで活動していたウィレム・ルーロフス（1822-1897）やルーロフスの弟子で後にハーグ派の形成に重要な役割をするヘンドリック・ウィレム・メスダフ（1831-1915）とも知り合った。ブリュッセルでしばしば展示されていたフランスのバルビゾン派の画家たちの作品からも影響を受け、ルーロフスから風景画を描き続けることを勧められた。
1862年以降、オランダ各地で風景を描き、アーネムとオースターベークで活動した後、1866年にはヴィーネンダール、70年代にはアブクーデ(Abcoude)とフリーランド(Vreeland)、1875年からはノールデン(Noorden)近くのニューコープ(Nieuwkoop)周辺の湖を描いた, 。1880年代は、夏をオーファーアイセル州の各地で過ごした。ウィレム・バスティアーン・トーレン（1860-1931）とともにオーファーアイセルを旅した。その後、デン・ハーグのスヘフェニンゲン地区に家を買った。スヘフェニンゲンではヘンドリック・ウィレム・メスダフの兄のタコ・メスダフ（1829-1902）やその妻になるヘーシェ・ファン・カルカー（1850–1936）に絵を教え、ハーグのヘンドリック・ウィレム・メスダフの邸をしばしば訪れた。
1903年にスヘフェニンゲンで亡くなった。

## 作品

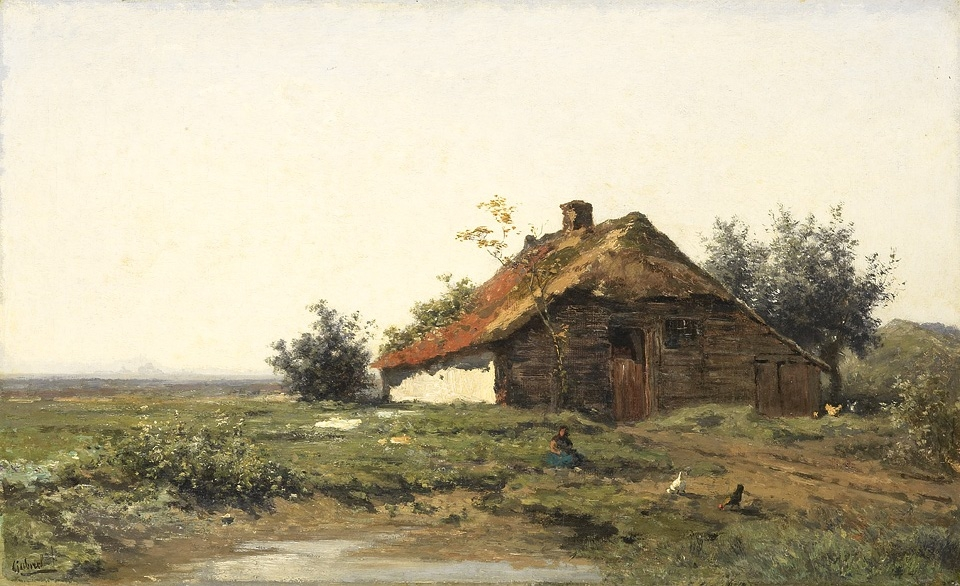
農場 アムステルダム国立美術館
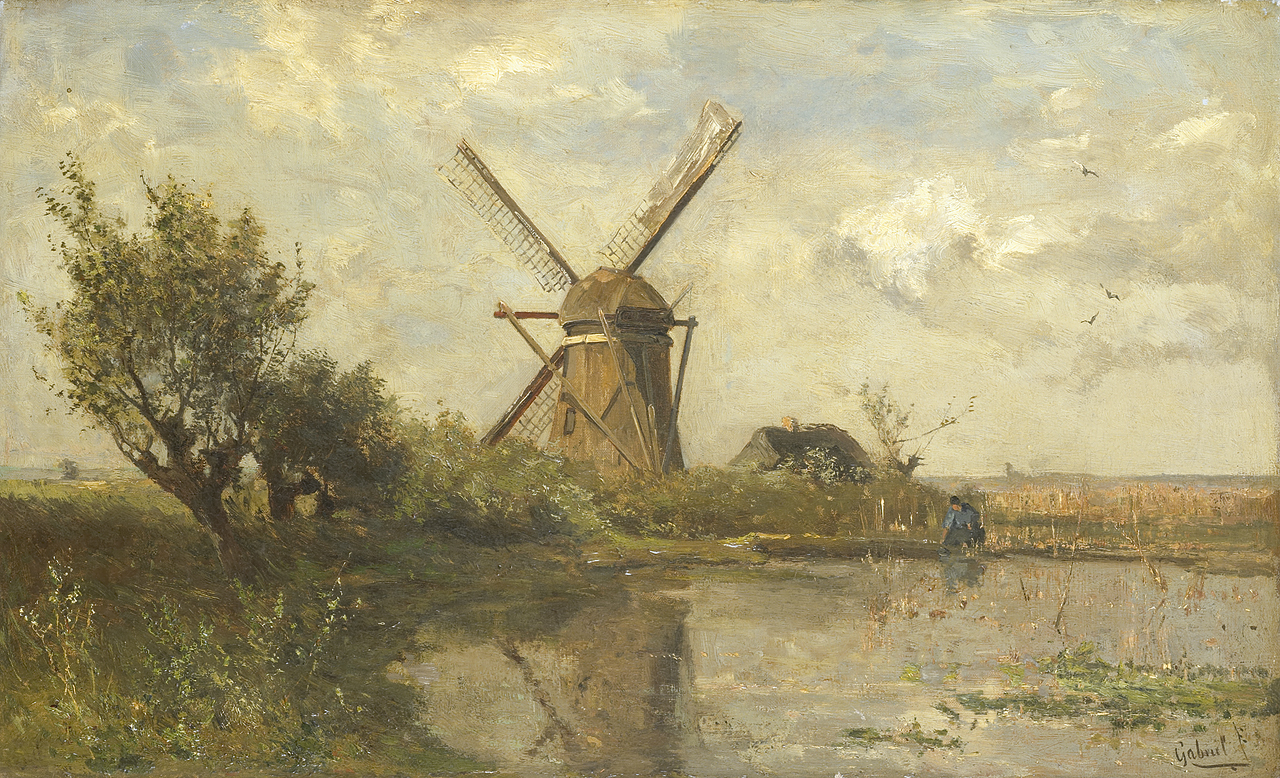
湖の風車 アムステルダム国立美術館
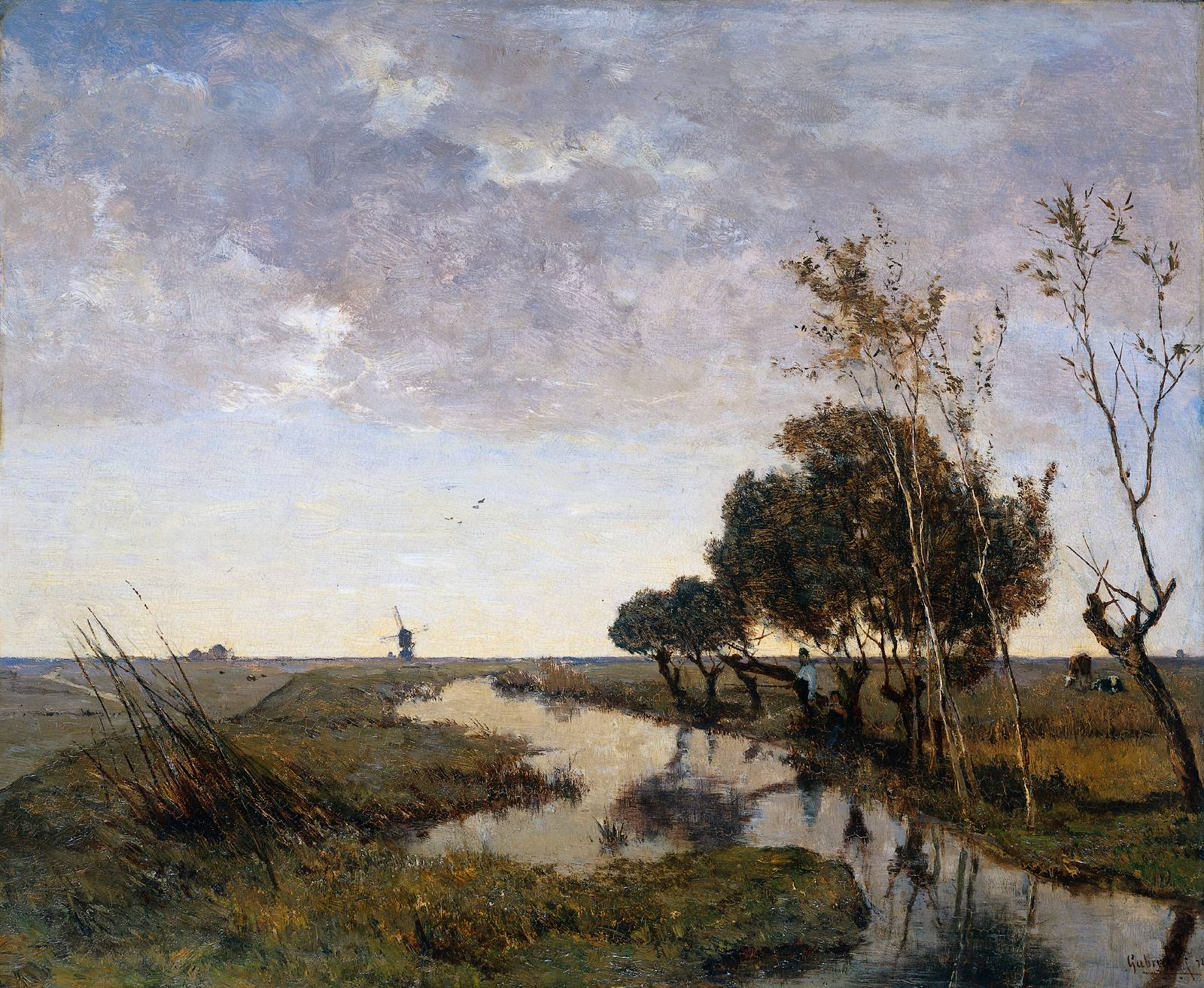
アブカウデの水路 アムステルダム国立美術館